# Halothamnus seravschanicus
Halothamnus seravschanicus är en amarantväxtart som beskrevs av Viktor Petrovitj Botjantsev. Halothamnus seravschanicus ingår i släktet Halothamnus och familjen amarantväxter. Inga underarter finns listade i Catalogue of Life.